# Pan sobao
En el Caribe, el pan sobado o más comúnmente pan sobao, es un pan blanco que se caracteriza por la adición de manteca, lo que le aporta su característico sabor. Es uno de los panes más tradicionales de Puerto Rico y de la República Dominicana, en donde se considera una variante más suave que el pan de agua. En Venezuela, el pan sobao gozó de mucha popularidad a mediados del siglo XX y actualmente es típico de algunos pueblos del interior.
Su nombre hace referencia a su método de preparación: «sobar» la masa quiere decir estirarla con un rodillo a modo de lámina para luego plegarla y volver a estirar, y así sucesivamente, de manera que la masa se vuelve más suave, uniforme, maleable y compacta. Asimismo existen aparatos llamados «sobadoras» o «sobadores» que facilitan la labor. La técnica proviene del pan sobado español, el cual se caracteriza por una miga muy blanca y densa. 